# Симский завод
Си́мский (Верхнеси́мский) чугуноплави́льный и железоде́лательный заво́д — металлургический завод на Южном Урале, действовавший с 1763 до 1917 года. Входил в состав Симского горнозаводского округа. В годы Великой Отечественной войны на базе завода был создан Симский механический завод. На месте заводского посёлка ныне находится город Сим.

## История

### XVIII век
Есть официальная версия основания завода, а есть документы, которые противоречат этому. Так, в ревизской сказке 27.07.1744 года (Ф. И-138, оп.2, д.125) на первой странице читаем:  "симской железоделаемой нижней пристани
миньярской завотом, мастеровые" в количестве 228 семей. Общее количество человек 591. Следовательно делаем выводы, что в 1744 году пристань уже была, как был и сам завод. А теперь переходим к официальной версии:
Симский завод был основан симбирским купцом Твердышевым И. Б. и его партнёром Мясниковым И. С. на основании указа Берг-коллегии от 10 мая 1759 года на реке Сим, в 150 верстах к северо-востоку от Уфы. Земля под строительство была выкуплена у башкир Оренбургской губернии. Строительство началось 5 июля 1759 года и длилось до 1762 года силами 130 мастеровых. Первоначально завод строился для передела в железо чугуна Катавского, а позднее — и Юрюзань-Ивановского завода.
К началу 1763 года были построены плотина и молотовая фабрика, в феврале того же года началось производство железа. К концу года было произведено 13,6 тыс. пудов. Во второй половине 1763 года была построена вторая молотовая фабрика. В 1766 году количество молотов увеличилось до 12, была запущена якорная фабрика с 1 горном. В 1764 году было произведено 34,9 тыс. пудов железа, в 1766 году — 61,3 тыс. пудов. С открытием навигации продукция завода отправлялась водным путём по рекам Сим → Белая → Кама → Волга на российские рынки.
В мае 1770 года в ходе экспедиции по России Симский завод посетил академик П. С. Паллас, отметивший в своих заметках красоту здешней природы.
В 1770 году на заводе работали 3 молотовые фабрики, якорная кузница и вспомогательные мастерские. В 1771 году были построены 4-я молотовая фабрика для производства кричного железа и две фабрики с 16 молотами для производства листового кровельного железа. В 1770—1773 на заводе строились две доменные печи. Строительство не было закончено из-за начавшейся Крестьянской войны. Перед войной на заводе работали 905 крестьян мужского пола, которые впоследствии присоединились к восставшим. 23 мая 1774 года завод был захвачен войсками Салавата Юлаева. Симский завод существенно пострадал в годы войны и простаивал до сентября 1777 года. Погибли 247 заводских крестьян. В течение 1775—1778 годов были восстановлены 2 домны, 2 кричные фабрики, якорная фабрика и кузница. Первая домна была запущена 9 сентября 1777 года. Вторая печь несколько лет оставалась запасной, а затем также стала работать в постоянном режиме.
В 1780году завод перешёл в собственность старшей дочери И. С. Мясникова Ирины Ивановны Бекетовой. Завод пользовался рудой Бакальского месторождения. С 1784 года значительная часть чугуна Симского завода отправлялась на переработку на Миньярский (Симский Нижний) завод, запущенный в 1782 году, что привело к сокращению собственных передельных мощностей. В 1797 году в составе завода функционировали 2 домны, 2 молотовых и 1 якорная фабрика. Среднегодовая производительность в 1775—1800 годах составляла 136,4 тыс. пудов чугуна. В распоряжении Симского и Миньярского заводов имелось 2478 крепостных мастеровых и работных людей и 3 действующих железных рудника, в том числе Тяжёлый и Успенский. В 1806 из 100 пудов руды получали 50 пудов чугуна.

### XIX век
| Год  | Чугун | Железо | Год  | Чугун  | Железо |
| ---- | ----- | ------ | ---- | ------ | ------ |
| 1763 | —     | 13,6   | 1850 | 344,6  | 65,5   |
| 1765 | —     | 58,4   | 1855 | 332,8  | 88,9   |
| 1770 | —     | 75,4   | 1860 | 335,0  | 65,4   |
| 1773 | —     | 40,7   | 1861 | 288,7  | 73,2   |
| 1777 | 37,9  | н/д    | 1865 | 327,6  | н/д    |
| 1780 | 101,9 | 47,8   | 1870 | 194,4  | 58,2   |
| 1785 | 122,7 | н/д    | 1875 | 236,2  | 67,7   |
| 1785 | 122,7 | н/д    | 1880 | 399,5  | 79,6   |
| 1790 | 186,6 | 50,3   | 1885 | 356,5  | 48,1   |
| 1795 | 172,4 | н/д    | 1890 | 336,5  | 50,6   |
| 1807 | 205,8 | 52,2   | 1895 | 495,0  | н/д    |
| 1810 | 151,4 | 45,6   | 1899 | 916,3  | —      |
| 1815 | 219,6 | 42,0   | 1900 | 1014,1 | —      |
| 1820 | 184,6 | 52,8   | 1905 | 863,5  | —      |
| 1825 | 200,9 | 67,6   | 1908 | 733,6  | —      |
| 1830 | 223,9 | 54,4   | 1910 | 575,4  | —      |
| 1835 | 270,7 | 55,9   | 1913 | 1138,8 | —      |
| 1840 | 291,7 | н/д    | 1915 | 510,7  | —      |
| 1845 | 362,4 | 84,2   | 1917 | 294,2  | —      |

В 1809 году дочь И. И. Бекетовой Елена Петровна вышла замуж за А. Д. Балашова, получив Симский завод в качестве приданого. В 1820—1840 годах завод несколько раз переходил по наследству к потомкам Е. П. Балашовой. В 1845 году завод стал собственностью братьев Ивана Петровича и Николая Петровича Балашовых. В первой половине XIX века количество кричных молотов достигло 14, появилась вагранка для чугунного литья. Завод стал производить посуду, чугунные решётки, колонны, плиты и другие изделия. В этот период лесная дача имела площадь 230 тыс. десятин, из которых ежегодно вырубалась 1/150 часть.
В 1842 году доменные печи имели высоту от лещади до верхнего края колошника 12,1 м, ширину в распаре — 3,2 м, в колошнике — 2,1 м. Воздух подавался 2 воздуходувными машинами с приводом от водяных колёс. Домны действовали 7—8 месяцев в году. Бо́льшая часть выплавляемого чугуна перерабатывалась в железо, незначительная доля продавалось в виде чугунного литья. Бо́льшая часть железа Симского завода отправлялась водным путём на продажу в Нижний Новгород.
В 1842 году на заводе был введён контуазский способ производства железа. Симский завод стал вторым (после Юрюзань-Ивановского) уральским заводом, освоившим новый способ. В 1845 году новым способом было произведено 19 % всего железа, в 1852 году — уже 60 %. В 1840-х годах завод обеспечивался рудой из 5 рудников, всего к заводу были приписаны 15 рудников. На рудниках работали до 300 подростков 13—18 лет и до 60 человек взрослых.
В 1859 году домна Симского завода производила в среднем 800—900 пудов чугуна в сутки, что было наилучшим показателем среди уральских доменных печей, которые выплавляли в среднем около 600 пудов в сутки.
К середине XIX века производство чугуна возросло до 340—350 тыс. пудов в год. В начале 1860-х годов производственные показатели снизились из-за отмены крепостного права и переходом на вольнонаёмный труд. Объёмы производства железа постоянно снижались из-за концентрации передельных мощностей на Миньярском заводе. В 1865 году через Симскую пристань было отгружено 34,8 тыс. пудов грузов, в 1868 году — 188,3 тыс. пудов. В 1875 году была построена отражательная печь для отливки чугунных изделий. В конце 1870-х годов домны Симского завода были переведены на горячее дутьё, также была построена вторая сталетомительная печь, было освоено производство медных изделий. Количество кричных горнов постоянно снижалось.
В 1870 году заводской посёлок насчитывал 470 дворов и 3213 жителей.
В 1883 году энергетическое хозяйство завода состояло из 2 водяных колёс общей мощностью в 40 л. с., 2 турбин общей мощностью в 160 л. с. и 1 локомобиля. Высота домен от лещади до верхнего края колошника составляла 5,5 м; ширина в распаре первой домны — 1,4 м, второй — 1,5 м; ширина в колошнике — 0,9 м. Также в составе завода работали 5 кричных, 6 кузнечных и якорных горнов, 2 вододействующих и 4 паровых молота, 2 сталетомительных печи, 2 вагранки и 1 отражательная печь. Завод стал производить сортовое железо и чугунные литые изделия.
В 1888 году на заводе было освоено пудлинговое производство, в 1893 году — мартеновское. Кричное производство в этот же период было прекращено. С проведением в 1893 году Самаро-Златоустовской железной дороги завод получил доступ к круглогодичным сбытовым путям и стал производить мостовые части для железнодорожной отрасли. Завод был соединён конной железной дорогой с железнодорожной веткой. В 1894—1895 годах была увеличена высота домен, устроен колошниковый подъёмник, проведена воздушная канатная дорога для доставки руды и угля со складов к печам.
В 1897 году в заводском посёлке насчитывалось 5000 жителей, из которых 300 человек были заняты на основных заводских работах, около 800 человек — на вспомогательных.
В конце XIX века бо́льшая часть продукции была представлена мартеновскими болванками, которые отправлялись для прокатывания на Миньярский завод. В 1899 году домны имели высоту 11,3 м. Действие воздуходувки обеспечивалось паровой машиной в 105 л. с. и турбиной системы Жирарда в 120 л. с. На заводе действовали 2 мартеновских печи ёмкостью 12 и 8 т.

### XX век
В годы экономического кризиса начала XX века из-за технической отсталости завод оказался убыточным. Для привлечения инвестиций наследники И. П. и Н. П. Балашовых в 1913 году учредили «Акционерного общество Симских заводов и первой на Урале фабрики сельскохозяйственных машин». Основной капитал общества составлял 12 млн рублей (12 тыс. акций по 1000 рублей). Семье Балашовых принадлежало 8200 акций, остальные — коммерческим банкам.
Убыточное прокатное производство было существенно сокращено, выпуск мартеновской стали и выплавка чугуна увеличены. В 1913 году в помещении литейной была основана фабрика сельскохозяйственных машин и орудий, выпускавшая бороны, веялки, повозки, чугунные отливки и поковки. Спрос на сельскохозяйственные инструменты и машины не оправдал ожиданий акционеров. В годы Первой мировой войны были получены заказы на изготовление военных повозок. В 1913—1914 годах была проведена модернизация рудников, позволившая увеличить производительность до 40 млн пудов руды в год.
В 1915 году на заводе работала 1 домна шотландской системы в кирпичной обмуровке высотой 16,2 м. Вторая домна простаивала из-за недостатка древесного угля. Производительность домны составляла 2,2 тыс. пудов чугуна в сутки. В литейном корпусе находились отражательная печь на 600 пудов чугуна и вагранка производительностью 200 пудов чугуна в час. Также в составе завода работала столярная мастерская, кузница, меховой цех и фабрика сельскохозяйственных машин, производившая до 300 военных повозок в месяц. На доменном производстве было занято 107 человек, на фабрике сельскохозяйственных машин — 395 человек.
В мае 1917 года из-за дефицита топлива была остановлена доменная печь. После остановки домны Симский завод производил чугунные отливки-изложницы для оборудования домен и мартеновских печей. 9 декабря 1917 года завод был национализирован.
После окончания Гражданской войны завод окончательно перешёл на производство сельскохозяйственных машин и инвентаря. Всего за время своего существования предприятие произвело 47,79 млн пудов чугуна.
В 1920-х годах завод был восстановлен и стал производить чугунное литьё. С началом Великой Отечественной войны в 1941 году в Сим были эвакуированы московские заводы № 444 и № 132, которые объединились на базе бывшего металлургического завода в единый Симский механический завод. В годы войны завод выполнял оборонные заказы для авиационной промышленности, в послевоенные годы выпускал блоки и агрегаты для самолётов. В 1990-е годы завод был преобразован в Симский агрегатный завод, производящий товары народного потребления и детали машин.
Ныне на месте заводского посёлка находится город Сим.